# Léon Ducommun & Cie.
Léon Ducommun & Cie., Werkstätte für Maschinenbau war ein deutscher Hersteller von Automobilen und Nutzfahrzeugen sowie Motorrädern.

## Unternehmensgeschichte
Das Unternehmen war in Mülhausen (französisch Mulhouse) im Oberelsass ansässig. Das Elsass gehörte zum Deutschen Reich, als 1903 die Produktion von Automobilen begann. Der Markenname lautete Ducommun. 1905 endete die Produktion.

## Fahrzeuge
Personenwagen entstanden bis 1904. Das kleinere Modell verfügte über einen Zweizylindermotor mit 12 PS Leistung. Im größeren Modell sorgte ein Vierzylindermotor mit 24 PS für den Antrieb. Die Lastkraftwagen waren für eine Nutzlast von 2,5 bis 6 Tonnen ausgelegt. Außerdem gab es Omnibusse, die unter anderen in London eingesetzt wurden.